# Arzani-Volpini
 Arzani - Volpini  també anomenada Scuderia Volpini va ser un constructor italià de cotxes que va arribar a construir monoplaces per disputar curses a la Fórmula 1.

## Història
Arzani-Volpini va ser fundada per Gianpaolo Volpini i el constructor de motors Egidio Arzani.
Van començar amb cotxes amb els quals disputaven les curses de categories inferiors com la Fórmula 3 i la Fórmula Junior.
Ja l'any 1954 van ajuntar-se per comprar un xassís Maserati a la Scuderia Milano que havia disputat curses de la temporada 1950. Amb aquest xassís modificat i un motor propi van provar d'entrar a la F1.

## A la F1
A la temporada 1955 va haver-hi presència de cotxes Arzani-Volpini en una sola cursa, el GP d'Itàlia de la mà del pilot italià Luigi Piotti. Aquest però, no va poder prendre la sortida de la cursa per problemes mecànics.
No hi va tornar a haver presència de monoplaces Arzani-Volpini a cap més cursa del mundial.
A pesar d'això, van continuar fabricant cotxes per disputar les categories inferiors.

### Resum
| Any  | Pilot        | 1   | 2   | 3   | 4   | 5   | 6   | 7       | Posició | Punts |
| ---- | ------------ | --- | --- | --- | --- | --- | --- | ------- | ------- | ----- |
| 1955 | Luigi Piotti | ARG | MON | 500 | BEL | HOL | GBR | ITA NVS | -       | 0     |